# Pohřební kaple Valdštejnů
Pohřební kaple Valdštejnů, případně Waldsteinů nebo též Valdštejnská kaple, je klasicistní hrobní kaple z roku 1829 v Pietním parku v Horním Litvínově, součásti města Litvínova v okrese Most. V kapli byl pohřben majitel duchcovského panství František Adam z Waldstein-Wartenbergu a jeho manželka. Tato památkově chráněná budova je v majetku města Litvínov.

## Historie
Horní Litvínov se dostal do rukou Waldsteinů poté, co se v roce 1642 Maxmilián hrabě z Waldsteinu († 1655) oženil s  Polyxenou Marií z Talmberka, ovdovělou Lobkowiczovou (1599–1651). V roce 1667 se stal součástí fideikomisu Duchcov.
Valdštejnská kaple se nachází v Žižkově ulici na zrušeném hřbitově, který na východním okraji Horního Litvínova mimo městskou zástavbu v sousedství lesa při cestě do Loučné přikázal založit František Adam z Waldstein-Wartenbergu (1759–1823). Jeho přání bylo být pohřben nikoliv v souladu s rodovou tradicí v Duchcově, nýbrž v Horním Litvínově, kde „chtěl odpočívat u svých jelenů v blízkosti lesa“. Zemřel krátce po založení hřbitova v roce 1823. Nad jeho hrobem nechala vdova Karolína v roce 1829 zbudovat pohřební kapli. Autorem projektu stavby a provedení vnitřního náhrobku byl drážďanský dvorní sochař Franz Johann Pettrich (1770–1844), rodák z Třebenic. V roce 1844 byla v kapli pohřbena i hraběnka Karolína.
Duchcovská větev Waldsteinů vymřela v roce 1901, proto její državy přešly na větev sídlící na Mnichově Hradišti. Té pak byl majetek zkonfiskován v roce 1945 na základě Benešových dekretů.
Hřbitov v Žižkově ulici byl zrušen v roce 1986 a proměněn v park.

## Architektura

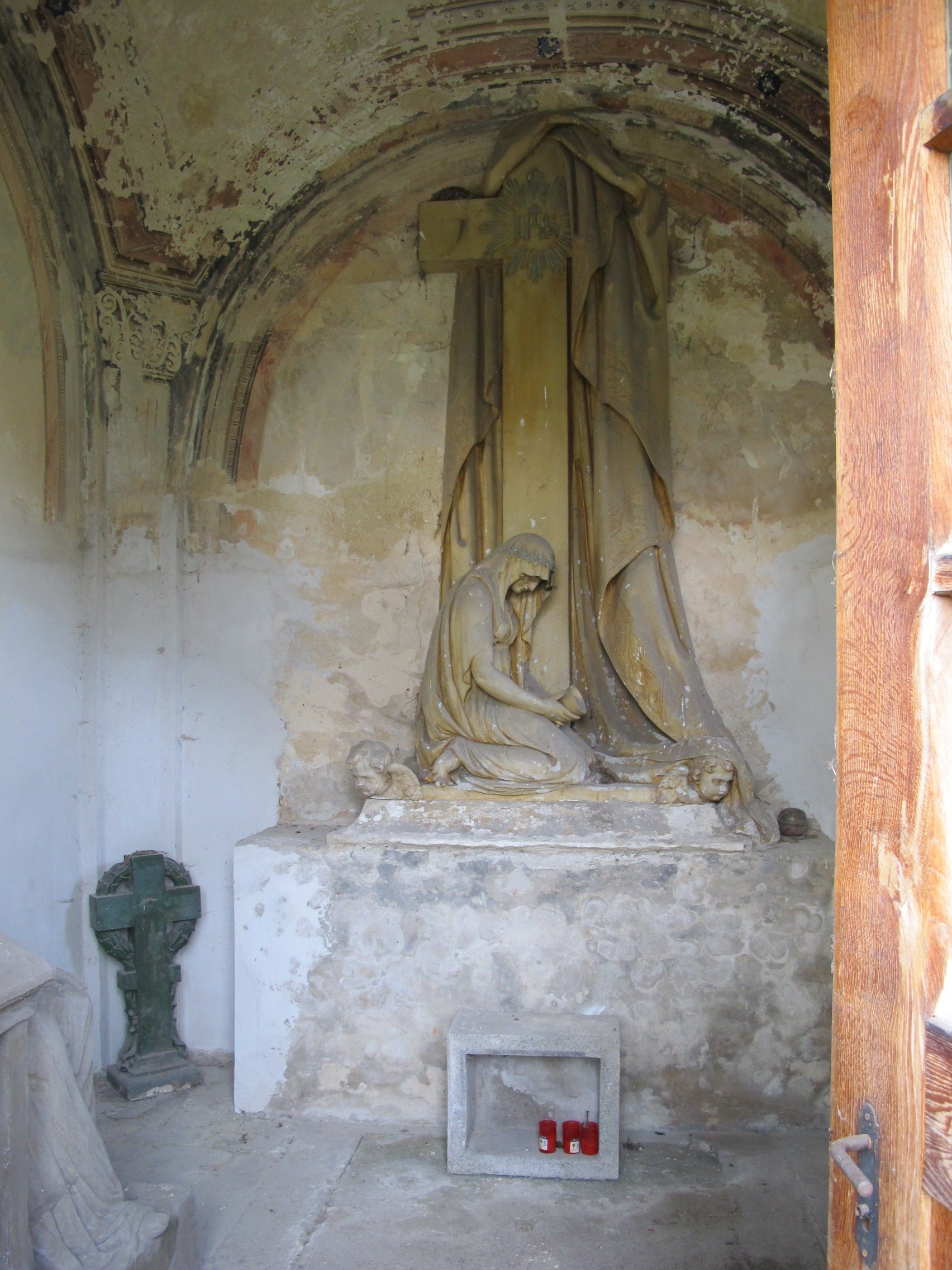
Vnitřek kaple

Kaple je drobná zděná stavba na téměř čtvercovém půdorysu. Dominantním prvkem vstupního (jihovýchodního) průčelí je předstupující portikus a nad ním čtyřstěnná věž. Plocha stěny vlevo i vpravo od portiku tvoří spolu s kladím rámec hlavního průčelí. Portikus podpírají dva sloupy bez patky. Jejich hlavici tvoří profilovaná římsa. Zakončeny jsou čtvercovou krycí deskou. Stěnu za portikem chrání v dolní části sokl. Uprostřed stěny se nachází kamenný vstupní portál se zvýrazněnou vnější stranou a s půlkruhovým nadsvětlíkem. Dveře rámové konstrukce jsou dvoukřídlé. Jsou ze dřeva, jen v horní polovině jsou prosklené. V líci stěny zabezpečuje dveře ozdobná dvoukřídlá kovaná mříž. Tvoří ji šest svislých prutů v každém křídle a v horní a dolní části vodorovné pásy s motivy protínajících se kruhů, elips a obdélníků. Mříž s podobnými motivy kryje také nadsvětlík, který je zasklený. Podlaha portiku je z kamenných desek, jen přímo před vstupem je betonová plošinka. V horní části průčelí je trojdílnou římsou oddělený pás kladí. Tvoří ho devět polí triglyfů se zářezy a osm polí metop bez výzdoby. Průčelí je završeno trojúhelníkovým štítem, který lemuje mohutná, před stěnu předstupující profilovaná římsa. Nad štítem ukončeným římsou se nachází atikový nástavec tvaru na šířku orientovaného obdélníku, který je stejně široký jako celé průčelí. Výše je čtyřstěnná věž, kterou zepředu  člení široké pilastry bez patky, ale s římsovou hlavicí. Uprostřed přední, levé a pravé stěny věže je půlkruhově zakončené okno, které lemuje šambrána s velkým klenákem. Okna kryjí dřevěné pootevřené žaluzie, pouze horní část je zabedněná třemi prkny. Římsa, která odděluje hlavice pilastrů, obíhá celou věž, stejně jako pás kladí nad ní. Stěnu věže ukončuje profilovaná hlavní římsa. Střecha věže má v dolní části baňatý zvoncovitý tvar, který se směrem nahoru zužuje a v horní části přechází v úzký jehlanec, s námětkem. Střecha je pokryta plechovými šablonami. Vrchol střechy tvoří vysoký nástavec s makovicí a jetelovým křížem.
Boční stěny jsou jednoduché. Zakončuje je jen nečleněný pás kladí a profilovaná hlavní římsa. Uprostřed fasády je situováno oválné, na šířku orientované okno v hluboké špaletě, které je lemované šambránou se zvýrazněnou vnější stranou. Okno je zabezpečené mříží z úhlopříčně kladených prutů, které jsou zakotveny ve špaletě. Nad oknem jsou tři nové větrací mřížky.
V zadní (severozápadní) fasádě není žádné okno. Pokračuje tam pás kladí a hlavní římsa. Ve střeše se nachází velký zděný vikýř se zabedněným otvorem ve střední stěně. Vikýř má valbovou střechu, krytou bobrovkami.
Kaple má valbovou střechu, krytinou jsou bobrovky.

## Interiéry
Kaple je sklenuta plackou. Na bočních stěnách kaple jsou mramorové pamětní desky zemřelých.

## Seznam pohřbených
V tabulce jsou uvedeny základní informace o pohřbených.
| Pořadí | Gene-race                  | Jméno pohřbeného                       | Datum a místo narození                                                     | Otec                                                                           | Datum a místo sňatku, choť                          | Pohřeb a uložení do hrobky | Poznámky |
| Pořadí | Gene-race                  | Jméno pohřbeného                       | Datum a místo úmrtí                                                        | Matka                                                                          | Datum a místo sňatku, choť                          | Pohřeb a uložení do hrobky | Poznámky |
| ------ | -------------------------- | -------------------------------------- | -------------------------------------------------------------------------- | ------------------------------------------------------------------------------ | --------------------------------------------------- | -------------------------- | --- |
| 1.     |                            | František Adam z Waldstein-Wartenbergu | 14. 2. 1759 Vídeň                                                          | Emanuel Filibert z Waldstein-Wartenbergu 2. 2. 1731 Vídeň – 22. 5. 1775 Třebíč | 1822: Karolína Ferdinandi (č. 2)                    |                            | Císařský komoří (1779), podplukovník, komtur Leopoldova řádu (1810), rytíř maltézského řádu, účastník válek s Tureckem a Francií, botanik. Majitel panství Hrubá Skála (do roku 1821), Svijany se Sychrovem (do roku 1820) a majorátu Duchcov. |
| 1.     | 24. 5. 1823 Horní Litvínov | František Adam z Waldstein-Wartenbergu | Maria Anna Terezie z Liechtensteinu 15. 10. 1738 Vídeň – 29. 5. 1814 Vídeň |                                                                                | 1822: Karolína Ferdinandi (č. 2)                    |                            | Císařský komoří (1779), podplukovník, komtur Leopoldova řádu (1810), rytíř maltézského řádu, účastník válek s Tureckem a Francií, botanik. Majitel panství Hrubá Skála (do roku 1821), Svijany se Sychrovem (do roku 1820) a majorátu Duchcov. |
| 1.     |                            | Karolína Ferdinandi                    | 1777                                                                       |                                                                                | 1822: František Adam z Waldstein-Wartenbergu (č. 1) | 1844                       | Dcera krajského úředníka. Bezdětná. |
| 1.     | 2. 3. 1844 Praha           | Karolína Ferdinandi                    |                                                                            |                                                                                | 1822: František Adam z Waldstein-Wartenbergu (č. 1) | 1844                       | Dcera krajského úředníka. Bezdětná. |